# Ericiolacerta
Ericiolacerta var ett släkte therapsider som levde under tidig trias. Fossil från släktet har påträffats i Sydafrika och Antarktis. Den enda kända arten är Ericiolacerta parva.
Ericiolacerta parva blev omkring 20 centimeter lång. Arten hade långa tunna ben och kunde troligen springa snabbt. Tänderna var små. Ericiolacerta dök upp för omkring 200 miljoner år sedan, levde i skogsmiljö och åt insekter.